# 弗雷德·萨萨喀慕斯
弗雷德里克·萨萨喀慕斯（Frederick Sasakamoose，1933年12月25日—2020年11月24日），他是前加拿大职业冰球运动员。他是冰球联盟中的第一位加拿大土著人球员，也是第一位具有条约地位的原住民球员。
萨萨喀慕斯属于克里（Cree）血统。长老给他起的克里名字意味着“坚定不移”。他在萨斯喀彻温省的Ahtahkakoop印第安人保护区长大，并在萨斯喀彻温省的鸭子湖（Duck Lake）的一所印第安人住宿学校学习打冰球。他是那个地方会打冰球的11个印第安孩子中的一个，但由于天花，只有5个孩子在童年时期幸存下来。
1953年，萨萨喀慕斯被选认为是加拿大青少年冰球联盟中最有价值的球员，他属于Moose Jaw Canucks队的一名队员。他在1953年至1954年的赛季中的第34场比赛中打入31个球，为自己的球队获得了31分。他于1954年2月27日晚在枫叶花园的NHL为芝加哥黑鹰队进行首次亮相。当时，只有六支NHL球队，弗雷德是125名球员的其中之一。在1953-1954年赛季的剩余时间里，他与黑鹰队一起进行了11场比赛，并且在接下来的几年里一直和小联盟比赛。最初，萨萨喀慕斯的技能得到了蒙特利尔的一位牧师的认可，牧师后来成为萨萨喀慕斯在印第安住宿学校的体育主管。这位牧师推动弗雷德里克去改善，提升自己。萨萨喀慕斯于是开始研究并发展出他独有的左撇子射门方式。
从冰球队退役后，萨萨喀慕斯在他的家乡成为后备队的一名球员，后来又担任了六年的首席执行官。他还广泛参与编辑讨论各种土著儿童体育方案的制定。自1961年以来，他利用自己的名声为青少年提供体育运动的机会，包括冰球，长跑，田径，足球和篮球。2002年，他在一场比赛中被黑鹰队授予了很高的荣誉。他被选入萨斯喀彻温省体育名人堂。他获得了原住民大会和萨斯喀彻温省印第安人联合会（FSIN）的承认成就和贡献。他还是北印第安人冰球联盟的创始成员之一。